# Новое Молчаново
Новое Молчаново — село в Гагинском районе Нижегородской области России. Входит в состав Ушаковского сельсовета.

## География
Село находится в юго-восточной части Нижегородской области, в зоне хвойно-широколиственных лесов, на берегах реки Шнары, на расстоянии приблизительно 17 километров (по прямой) к юго-западу от села Гагина, административного центра района.
Климат
Климат характеризуется как умеренно континентальный, с коротким тёплым летом и холодной снежной зимой. Среднегодовая температура — 3,2 — 3,4 °C. Средняя температура воздуха самого тёплого месяца (июля) — 17 — 19 °C; самого холодного (января) — −14 — −12 °C. Среднегодовое количество атмосферных осадков составляет 450—500 мм, из которых 349 мм выпадает в период с апреля по октябрь.
Часовой пояс
Село Новое Молчаново, как и вся Нижегородская область, находится в часовой зоне МСК (московское время). Смещение применяемого времени относительно UTC составляет +3:00.

## Население
| 2002 | 2010 |
| ---- | ---- |
| 120  | ↘56  |

Национальный состав
Согласно результатам переписи 2002 года, в национальной структуре населения русские составляли 97 %.